# Мафетенг (район)
Мафетенг (сесото Mafeteng) — один з 10 районів Лесото. Адміністративний центр — Мафетенг.

## Географія
Район Мафетенг межує на заході з провінцією Фрі-Стейт, ПАР, на північному-сході з районом Масеру, на південному-сході з районом Мохалес-Хук. Площа району становить 2.119 км².

## Населення
За переписом населення 2004 року у районі Мафетенг мешкало 330.000 осіб.

## Адміністративний поділ Мафетенг

### Округи
9 округів
- Коло
- Ліхоеле
- Мафетенг
- Маліпецане
- Мателіле
- Калабане
- Табана-Морена
- Таба-Печела
- Таба-Цоеу

### Місцеві ради
12 місцевих рад
- Коті-Се-Пола
- Макаота
- Махолане
- Малакенг
- Малуменг
- Мамантсо
- Мон'яке
- Матула
- Меці-Махоло
- Квібінг
- Рамоецана
- Таяне

| Лесото | Це незавершена стаття з географії Лесото. Ви можете допомогти проєкту, виправивши або дописавши її. |

29°50′ пд. ш. 27°55′ сх. д. / 29.833° пд. ш. 27.917° сх. д.